# ぼよよん行進曲
「ぼよよん行進曲」（ぼよよんこうしんきょく）は、NHK教育テレビの『おかあさんといっしょ』の2006年4月の「今月の歌」として発表された楽曲。作詞：中西圭三、田角有里、作曲：中西圭三、編曲：小西貴雄。振り付けは振付稼業air:man。オリジナルは当時のうたのおにいさん・おねえさんである今井ゆうぞうとはいだしょうこによって歌われた。
2006年10月18日発売の本楽曲をタイトルチューンとしたアルバム『NHKおかあさんといっしょ 最新ベスト ぼよよん行進曲』に収録された。
発表当初は1番の歌詞のみだったが、2番の歌詞も製作されており、2011年に両A面シングル「ぼよよん行進曲/風雅」として中西のセルフカバー版が発売された後。
2011年3月11日に発生した東日本大震災の被災地の子供たちに歌われる場面もあった。
2013年のクリスマススペシャルに中西がゲスト出演した際、番組内でフルコーラス版が初披露され、2014年発売のアルバム『おかあさんといっしょ 最新ベスト みんなのリズム』に2014年当時のうたのおにいさん・おねえさんである横山だいすけと三谷たくみの歌で収録された。
また、中西と田角はこの曲の製作を切っ掛けに結婚した。
2020年4月29日にはYouTubeにおいて、11代目たいそうのおにいさんである小林よしひさが所有するチャンネル『よしお兄さんとあそぼう!』にて、今井とはいだを含む『おかあさんといっしょ』の一部の歴代おにいさん・おねえさん総勢16人と中西圭三により当曲のリモート合唱を行った動画が投稿された。
2021年1月18日に放送された、『おかあさんといっしょ』で花田ゆういちろう、小野あつこらが歌唱する映像が流れた。
2020年12月に死去した今井を偲ぶファンの声があった。「ゆうぞうお兄さんを思い出してしまった」と今井さんを偲（しの）ぶ声が多数上がった他、「お姉さんもお兄さんも泣くのをこらえているように見えて泣きそう」、「ゆういちろうお兄さんの歌声に、ゆうぞうお兄さんへの敬意のようなものも感じて勝手に涙」などと現役メンバーが今井さんへ思いを寄せるように歌う姿に涙した人の声も見られたという。
今井と歌ったはいだは自身のInstagramストーリーズに「ゆういちろうくん、あっちゃん、まことくん、あづきちゃん、ありがとう。ぼよよん行進曲は永遠だぁ。教えて下さった、皆様も、ありがとうございました!ずっとずっと歌い継がれて行いきますように」と投稿した。作詞作曲の中西も「ほろりと元気をいただきました」と自身のTwitterでコメントしたという。
2025年2月9日の「NHKのど自慢」において、ゲスト歌唱した デイリースポーツ (2021年11月15日). “顔面神経麻痺公表から2カ月半　中西圭三がNHK「のど自慢」登場　「おかいつ」名曲生歌唱でネット感激”.   ウィキウィキ新聞. 2025年2月10日閲覧。 。

## CD等での歌唱者
- 今井ゆうぞう、はいだしょうこ
  - 2006年10月18日発売『NHKおかあさんといっしょ 最新ベスト ぼよよん行進曲』※オリコン最高15位[9]
- 横山だいすけ、三谷たくみ - 「ぼよよん行進曲〜ロングバージョン〜」
  - 2014年10月15日発売『おかあさんといっしょ 最新ベスト みんなのリズム』※オリコン最高6位[10]
- 花田ゆういちろう、小野あつこ
  - 2022年6月29日発売『おかあさんといっしょ メモリアルアルバム いっしょにうたえば わくわく ひろがる』
- 花田ゆういちろう、ながたまや
  - 2022年12月7日発売『おかあさんといっしょ スペシャルステージ　やっとあえたね!さぁ、でかけよう!!』
- 中西圭三 - セルフカバー
  - 2011年8月3日発売『ぼよよん行進曲/風雅』。
- 曽我泰久、山野さと子、森の木児童合唱団 - 日本コロムビア版カバー音源
  - 2006年11月22日発売『こどものうた ざっくざく! 宝箱』
- コロムビア・オーケストラ - 同上
  - 2007年3月21日発売『2007 アニメ&キッズヒットマーチ』
- 前田沙耶香、広津佑希子 - 同上
  - 2007年9月19日発売『こどものうた ベストヒット!★ぼよよん行進曲★勇気りんりん★』
- 宮内良、渡辺かおり、ひまわりキッズ - キングレコード版カバー音源
  - 2006年9月21日発売『ぼよよん行進曲 新こどものうたヒットパレード』
- いっちー&なる - 同上
  - 2022年7月20日発売『ボンボンアカデミーからやっほー! いろいろにじいろ こどもうた』
- 神崎ゆう子、坂田おさむ - 日本クラウン版カバー音源[注釈 2]
  - 2006年9月27日発売『こどものうた〜ぼよよん行進曲／おしりフリフリ〜』